# سندروم دانشجوی پزشکی
بیماری دانشجویان پزشکی (که به آن سندرم سال دو یا سندرم کارآموز یا سندروم اینترن نیز گفته می‌شود) نوعی بیماری است که اغلب در دانشجویان پزشکی گزارش می‌شود، آن‌ها احساس می‌کنند علائم بیماری که در حال مطالعه آن هستند را تجربه می‌کنند.
این وضعیت با ترس از ابتلا به بیماری مورد نظر همراه است. برخی از نویسندگان پیشنهاد کرده‌اند که این وضعیت باید به نازوفوبیا (nosophobia) گفته شود نه خودبیمارانگاری (hypochondriasis)، چرا که در برخی مطالعات مشخص شده که در این حالت، درصد بسیار کمی از ویژگی‌های شخصیتی هیپوکندریاز بروز می‌یابد (که شرایطی با پیش‌آگهی بسیار بد است). 
(Baars (2001 می‌نویسد که دانشجویان پزشکی که برای اولین بار "بیماری‌های ترسناک" را می‌آموزند معمولاً دچار توهم از ابتلا به چنین بیماری‌هایی می‌شوند و آن را "نوعی هیپوکندریاز موقت" توصیف می‌کند. بارس می‌گوید که این تجربه به قدری رایج است که به "سندرم دانشجوی پزشکی" معروف شده است.
(Hodges (2004، ادعا می‌کند که "اولین توصیف بیماری دانشجویان پزشکی در دهه ۱۹۶۰ ظاهر شد." شاید او به شکل گیری عبارت اشاره داشته باشد، چراکه خود پدیده خیلی زودتر مورد توجه قرار گرفت. جورج لینکلن والتون (۱۹۰۸) بیان داشت که دانش آموزانی که از ابتلا به بیماری‌هایی که در حال تحصیل آن‌ها هستند، ترس دارند، مدام با مربیان پزشکی مشورت می‌کنند. 
دانستن اینکه پنومونی در یک نقطه خاص درد ایجاد می‌کند منجر به تمرکز توجه در آن ناحیه می‌شود و بروز هرگونه احساس در آن ناحیه برای آن‌ها به نوعی علامت خطر است. 
صرف آگاهی از محل آپاندیس، بی‌خطرترین احساسات آن منطقه را به علائم تهدید جدی برای فرد بدل می‌کند.
به گفته‌ی هاجز همچنین در دهه ۱۹۶۰ پیشنهاد شده است که این پدیده میزان قابل توجهی فشار روانی برای دانشجویان ایجاد کرده و تقریباً در ۷۰ تا ۸۰ درصد دانشجویان وجود داشته... مقالاتی که در دهه ۱۹۸۰ و ۱۹۹۰ نوشته شده‌اند، مفهوم این بیماری را در طیف روانپزشکی هیپوکندریاز مطرح کرده‌اند... .
مارکوس دریافت که محتوای فکر دانشجویان پزشکی سال دو غالباً مشغول وجود یک بیماری شخصی است (preoccupation). افراد مورد مطالعه مارکوس خواب‌های زیادی را گزارش کردند که در آن به بیماری‌های قلب، چشم و روده مبتلا می‌شدند.